# Ernst Weitendorf

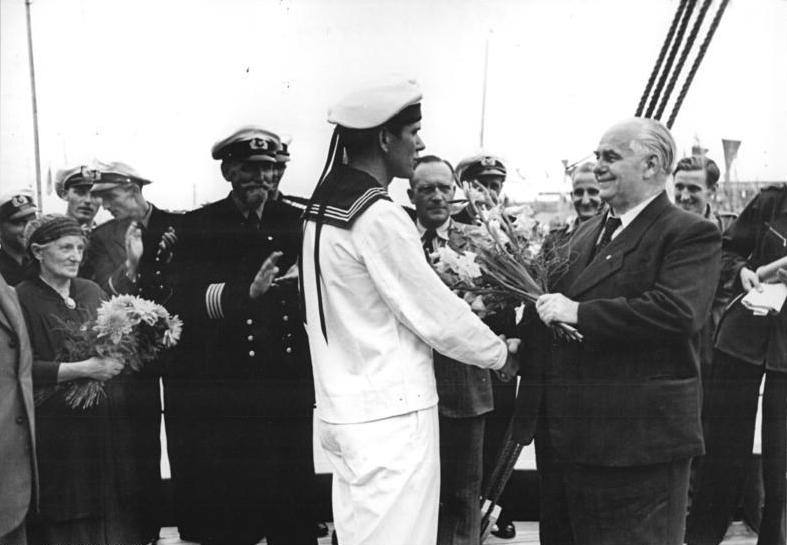
Einweihung der Schonerbrigg 1951

Ernst Wilhelm Christian Friedrich Martin Weitendorf (* 12. März 1883 in Rostock; † 27. Juni 1975 ebenda) war ein deutscher Windjammer-Schiffskapitän und Kap Hoornier, der langjährig bei einer der ältesten Reedereien in Deutschland, der F. A. Vinnen & Co., fuhr. Er war der erste Kapitän des einzigen Segelschulschiffes der DDR, der Schonerbrigg Wilhelm Pieck.

## Herkunft und Seefahrt

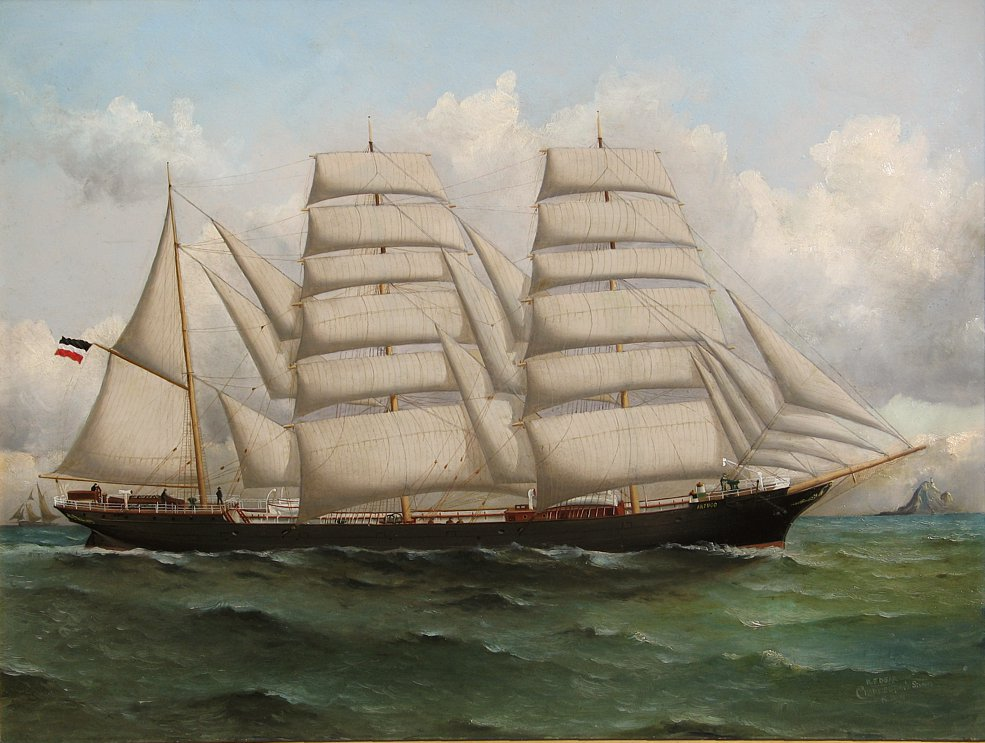
Bark Antuco 1900 im Pazifik

Ernst Weitendorf wurde am 12. März 1883 in Rostock in einer Hafenarbeiterfamilie geboren. Von 1889 bis 1897 besuchte er die Volksschule bis zu seiner Konfirmation in Rostock. Von 1897 bis 1903 fuhr er als Schiffsjunge, Leicht- und Vollmatrose auf Rostocker und Hamburger Dampfern und Segelschiffen, darunter 1901 auf dem Rahschoner Forward rund um die Welt an allen Kontinenten vorbei und 1902 mit der Rostocker Bark Anny von England nach Afrika und Australien und zurück nach England. 1903 endete in London seine Fahrenszeit vor dem Mast. Danach besuchte er die Seefahrtschule Rostock und beendete sie 1904 mit Erfolg als Seesteuermann auf Großer Fahrt. Noch im September verlobte er sich mit seiner Cousine Elsa, die unweit im Rostocker Küterbruch aufwuchs.
Nach weiteren Fahrten auf der Hamburger Bark Antuco (RJNS) unter Kapitän W. Kröger als 2. Steuermann ging er wieder auf die Rostocker Schifferschule. Weitendorf erwarb dort 1907 das Patent zum Kapitän auf Großer Fahrt.
Von April 1907 bis März 1908 diente er als Einjährig-Freiwilliger bei der Kaiserlichen Marine auf dem Segelschulschiff Moltke. Nach der Entlassung von der Marine heiratete er am 28. April 1908 seine Cousine Elsa. Direkt danach heuerte er von Mai 1908 bis Februar 1910 als 1. Steuermann auf der Hamburger Bark Viganella (MDQK) unter dem Schweriner Kapitän Ernst Neckel (1858–1942) bei Mentz, Decker und Co. (MDC) und fuhr von 1912 bis März 1914 als 1. Offizier auf der Viermastbark Wandsbek (RLTH) unter dem Kapitän W. Burmeister der Reederei Knöhr & Burchard und der Viermastbark Herbert (RQNJ) der Reederei G.J.H.Siemers. Weitendorf stieg trotz der aufziehenden Kriegsgefahr als 1. Offizier unter Kapitän Johann Mohrschladt aus Elsfleth, auf und es wurde seine letzte Kap-Hoorn-Rundung. Am 4. August 1914 erreichte die Herbert Iquique, wo sie die Nachricht über die Kriegserklärung gegen England erhielt. Mit Kriegsbeginn und infolge des Ersten Weltkrieges war Weitendorf sieben Jahre in Chile interniert. Ende September 1920 erkrankte er, kam ins Spital nach Iquique und kehrte nicht wieder rechtzeitig zurück. Die Herbert kehrte unter Kapitän Morschladt mit aufgefüllter Mannschaft im Frühjahr 1921 nach Rotterdam zurück. Unter der Verhandlungsführung der Deutsche Segelschiff-Kontor GmbH wurde 1921 die Herbert nach der Rückführung nach Europa an die Entente ausgeliefert und verkauft. Anfang 1921 kehrte er auf Umwegen als 1. Offizier mit dem Dampfer Santa Maria, erstmals durch den 1920 offiziell eröffneten Panamakanal, nach Rotterdam und anschließend wieder nach Hause zu Frau und Kinder zurück.

## Kapitän

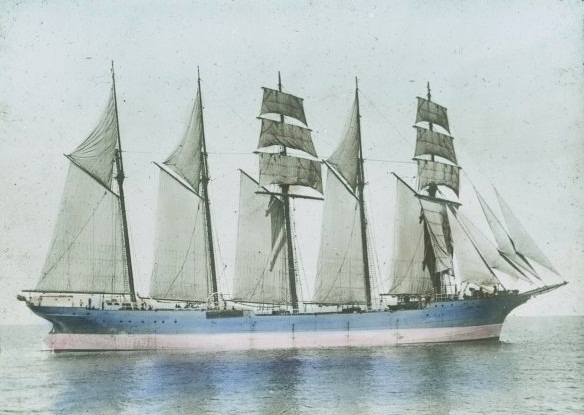
Carl Vinnen 1922

Von 1924 an konnte er nach einer Bewerbung als Kapitän auf dem neuen Fünfmastschiff Carl Vinnen (QLNT), der Bremer Reederei F. A. Vinnen & Co., vorwiegend auf Südamerika-Fahrt gehen, so 1925 von Hamburg mit Stückgut nach Rio de Janeiro, wo er neue Order erhielt, unter Ballast nach Australien zu fahren und von dort mit einer Weizenfracht zurück nach Hamburg. 1926–1929 fanden weitere Südamerikafahrten statt, wobei ein Rekord Hamburg–Buenos in 36 Tagen aufgestellt werden konnte. Weitendorfs letzte Fahrt endete 1931 in Genua, wo er an den Kapitän A. Sandvei der gerade nach Italien verkauften Susanne Vinnen (QLPT) übergeben musste.
Von 1932 bis 1936 war er Eigener und Kapitän eines Dampfers für die Küstenschifffahrt, der Elsa (DMSI). Im November 1936 fuhr er das Schiff von Danzig mit Braunkohle beladen mit Ziel Cherbourg. In Brunsbüttel in der Schleuse übergab er das Schiff einem aus Rostock befreundeten Kapitän Franz Willy von Hintzenstern, der die Reise weiterführen sollte. Am 1. Dezember 1936 versank das Schiff im Sturm und tosender See mit 10 Seeleuten vor Norderney. Das zweite Schiff, ein Neubau für die Ostseefahrt, ebenfalls Elsa genannt, konnte Weitendorf mit der aufziehenden Kriegsgefahr 1938 an die Lübeck-Linie verkaufen. Während des Zweiten Weltkriegs war er mehrere Jahre Bürgermeister in Prangendorf bei Rostock und leitete ab 1939 in Teterow ein Sägewerk.

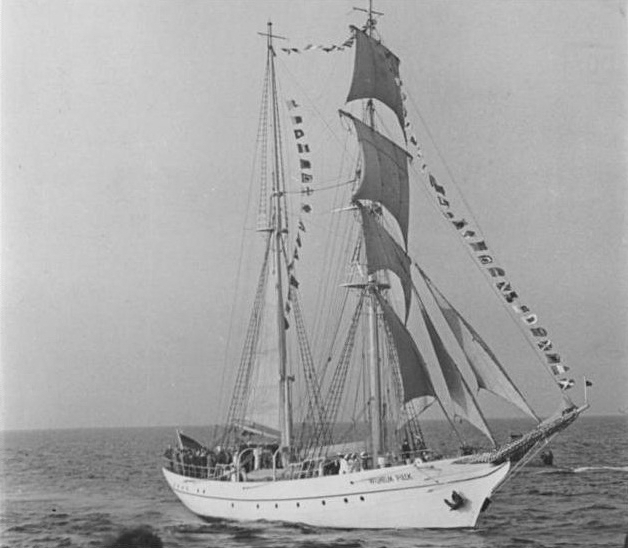
Die Wilhelm Pieck 1951 auf der Ostsee

Im Juli 1951 wurde ein Kapitän für das zukünftige Segelschulschiff der jungen DDR gesucht. Weitendorf gab eine Zusage für drei Monate, nahm bereits bei der zweiten Probefahrt als Kapitän teil und blieb dann noch weitere vier Jahre. Am 2. August 1951 wurde die Schonerbrigg Wilhelm Pieck, heute Greif in Dienst gestellt. Als Namensgeber diente der damalige Präsident der DDR Wilhelm Pieck, der auch an der Jungfernfahrt teilnahm. Sein Traum, nochmal den Atlantik zu befahren, erfüllte sich trotz der Ausbildungsfahrten auf der Ostsee nicht mehr.
Nach seiner Pensionierung engagierte sich Weitendorf in der Internationalen Bruderschaft der Kaphoorniers,  der er seit 1965 als Albatros angehörte. Auch nach dem endgültigen Abschied vom Seemannsberuf blieb er dem Werdegang der Wilhelm Pieck bis ins hohe Alter verbunden. Weitendorf wohnte in seinem Haus in Rostock-Gehlsdorf, in dem er am 27. Juni 1975 verstarb. Seine letzte Ruhestätte fand er auf dem Alten Friedhof, heute ein Park, in Gehlsdorf.

## Auszeichnungen
- Verdienstmedaille der DDR (1963)
- Ernst-Schneller-Medaille der Gesellschaft für Sport und Technik (1966 und 1971)
- Vaterländischer Verdienstorden in Bronze (1973)